# Stictoleptura palmi
Stictoleptura palmi — жук з родини вусачів і підродини лептуринів.

## Опис
Жук довжиною від 13 до 18 мм. Час літа дорослого жука з червня по серпень.

## Поширення
Ендемік Канарських островів.

## Екологія та місцеперебування
Життєвий цикл виду триває від двох до трьох років. Кормові рослини: листяні та хвойні дерева, пологів: лавр (Laurus), сосна ( Pinus), еріка (Erica) і евкаліпт (Eucalyptus).